# Computação oportunística
Computação Oportunistica é realizada por programas computacionais que usam a capacidade ociosa de processamento dos computadores. Quando o sistema e os programas executados não estão usando toda a capacidade de seus processadores, o programa utiliza-a. Esses procesos costumam sempre executar em prioridade mais baixa para não atrapalhar outros programas ou tornar o uso do computador mais lento.
É uma técnica utilizada em grades computacionais e em computação voluntária, assim como agentes móveis, como antivírus corporativos.